# Ствол (ботаника)

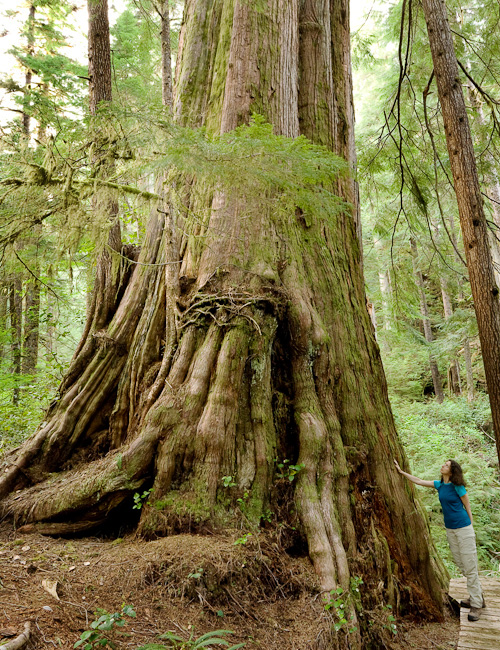
15-метровая в окружности нижняя часть ствола Туя складчатая|туи складчатой (Thuja plicata). Остров Ванкувер, Канада

Ствол — главный, осевой, радиально-симметричный, вегетативный орган растения, стебель древесных или древовидных (напр. пальмы) растений.
Для ствола дерева характерна форма, близкая к цилиндрической, имеющая некоторый сбег — постепенное уменьшение диаметра к вершине. Ствол с сильным сбегом по всей высоте называется сбежистым, только в нижней, комлевой части — закомелистым. Также у ствола бывают и другие недостатки формы и строения.
Часть ствола дерева, остающаяся после его спиливания и включающая в себя его корни, именуется пнём.

## Строение ствола

Строение ствола: 1 — сердцевина, 2 — ядро, 3 — годичное кольцо, 4 — заболонь, 5 — древесина, 6 — камбий, 7 — луб, 8 — кора

Ствол состоит из 5 слоёв: сердцевины, древесины, камбия, луба и коры.

### Сердцевина

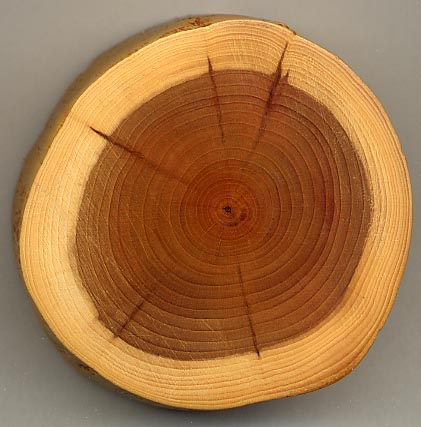
Срез 27-летнего тиса ягодного с ярко выраженной сердцевиной

Центральный слой ствола, в котором часто откладываются питательные вещества и — иногда — влага.

### Древесина
Слои клеток, по которым проходит восходящий ток воды и минеральных веществ от корня к кроне. У видов деревьев, растущих в полярных или умеренных широтах в теплое время года нарастает быстрее, образуя более светлый и толстый слой, чем в холодное. Такие слои называются годичными кольцами, благодаря им можно определить возраст дерева по его пню. У растений, растущих в тропическом поясе, годичных колец чаще не образуется.

### Камбий

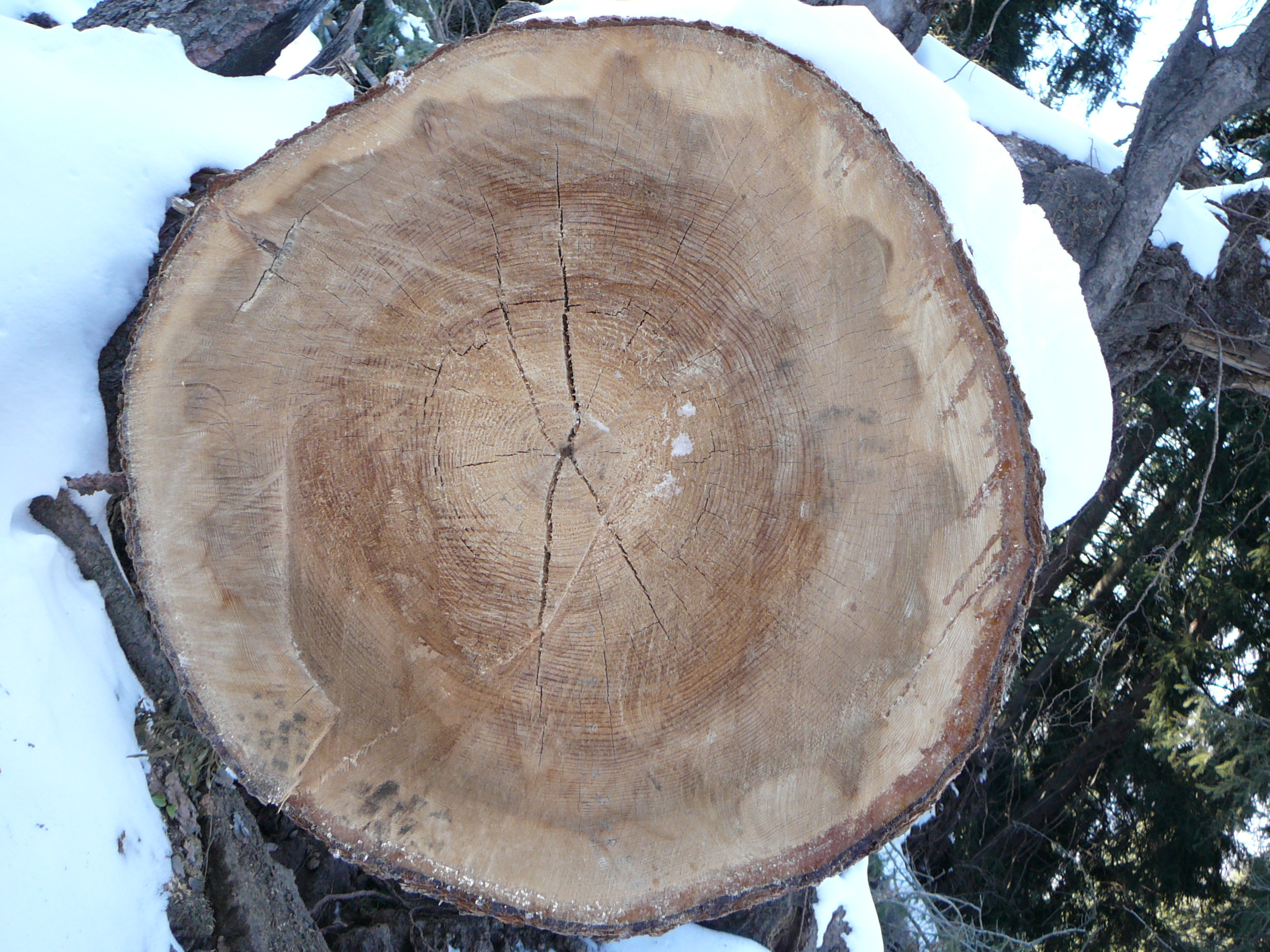
Срез ствола тянь - шаньской ели, упавшей во время урагана

Слой образовательной ткани ствола дерева, в котором происходит процесс образования луба и древесины.

### Луб
Слой, в котором происходит нисходящий ток продуктов фотосинтеза (сахаров) из кроны к корню.

### Кора
Внешний омертвевший слой клеток ствола дерева. часто содержит смолистые вещества. Со временем в ходе роста дерева кора растрескивается и становится более грубой. Кора защищает ствол от намокания и перепадов температуры.

## Значение ствола

### Для растения
Ствол служит для передвижения соков растения от корней к кроне и наоборот. При этом он помогает растению удерживать вертикальное положение. В тропических лесах ствол удерживает крону растения на высоте, на которую проникает солнечный свет, делая возможным фотосинтез в его зеленых частях.
У некоторых растений, как, например, у бутылочного дерева и баобаба, ствол является «емкостью» для запасания влаги и незаменим для выживания в сухих местах: пустынях и полупустынях.

### Для животных
В стволах деревьев часто образуются полости, удобные для устройства жилищ животных, таких как белки и совы. Также некоторые насекомые, например, короеды живут под древесной корой, питаясь древесиной.

### Для человека
Древесина является основным материалом для изготовления мебели, также она применяется для изготовления других вещей, в частности жилищ и сувениров. По этой причине является актуальной проблема вырубки леса.
В определенных условиях древесина со временем становится торфом, каменным углем и, наконец, антрацитом, которые используются в качестве топлива, как и сама древесина.
Окаменелая древесина используется как поделочный камень.